# المناخ (المحويت)

تعديل مصدري - تعديل

المناخ هي إحدى قرى عزلة جبل الطرف بمديرية المحويت التابعة لمحافظة المحويت، بلغ تعداد سكانها 398 نسمة حسب تعداد اليمن لعام 2004.